# Ramiro Rivera López
Ramiro Rivera López (Santiago de Calatrava, Jaén, 1932) médico cirujano cardiovascular español, fue presidente de la Organización Médica Colegial de España (1982-86).

## Biografía

### Formación
Estudió en Madrid con premio extraordinario de licenciatura en 1955. Inició su formación en cirugía cardiovascular con Castro Fariñas en la Fundación Jiménez Díaz, la continuó con d´Abreu en Birmingham (Inglaterra), con Brom en Leiden, y en 1965 con Norman Shumway en la Stanford University merced a una beca Fulbright.

### Profesional
Inició su práctica profesional en Madrid con el doctor Castro Fariñas. Posteriormente continuó su formación en Sevilla donde ganó la plaza de profesor jefe de Servicio de la Diputación Provincial, iniciando en Andalucía la cirugía cardíaca abierta bajo circulación extracorpórea, y siendo pionero en España de una serie de intervenciones quirúrgicas: primera resección de aneurisma de aorta abdominal, primer trasplante renal heterozigótico, primer injerto en by-pass aorto-coronario, etc. En 1970 ganó por oposición la plaza de profesor jefe del Servicio de Cirugía Cardiovascular de la entonces denominada "Ciudad Sanitaria Francisco Franco" (hoy Hospital General Universitario Gregorio Marañón), donde merced a un convenio de colaboración científica con el Instituto de Cardiología de Montreal, desarrolló el servicio de la especialidad de mayor actividad de España.
Ejerció la docencia de pre y postgraduados tanto en la Universidad de Sevilla, donde fue cofundador y secretario de su Escuela Profesional de Aparato Circulatorio; como en la de Madrid donde, a través del convenio con Canadá, sus residentes y colaboradores completaron la formación con estancias en servicios extranjeros.

## Publicaciones
Es autor de 193 publicaciones de la especialidad en revistas españolas y extranjeras; de capítulos en 17 libros españoles y extranjeros de cardiología y cirugía cardíaca, y del primer libro sobre arteriografía selectiva publicado en lengua española (en el que describe las técnicas que a lo largo de 1962 a 1971 enseñó en los cursos teórico-prácticos de angiografía selectiva que organizó en Sevilla). En 2009, tras su retirada de la actividad quirúrgica publicó sus memorias centradas en la descripción de la auténtica epopeya que constituyó la introducción en España de las operaciones sobre las arterias coronarias. Y en 2015 las completó con la descripción de sus actividades y enfrentamientos relacionados con la política.

## Sociedades científicas
Miembro de las sociedades nacionales de cardiología, y cirugía cardíaca y vascular, fue cofundador de la Asociación Española de Cirugía Cardiovascular, y de la Sociedad Andaluza de Cardiología, y – siendo cirujano – fue elegido Vicepresidente de la Sociedad Española de Cardiología en 1970. Perteneció a las sociedades americanas American Association for Thoracic Surgery y Society of Thoracic Surgeons, y fue Regente del Capítulo español del American College of Chest Phisicians. Cofundador de la European Society of Cardio-Thoracic Surgery, fue elegido presidente de la misma en 1991. Es miembro por elección de la Real Academia de Medicina de Cádiz y correspondiente de la de Sevilla.

## Política profesional
En 1963 fundó en Sevilla la asociación “Medicina Actual” que tenía como objetivos mejorar la preparación de los médicos de atención primaria, y conseguir que las juntas directivas de los colegios de médicos se eligieran democráticamente. En las primeras elecciones la candidatura de “Medicina Actual” ganó todos los puestos, a pesar de que por ser acusados de comunistas por la junta saliente, todos sus miembros fueron transitoriamente detenidos. Por razones de su edad, Rivera fue representante de médicos jóvenes del Colegio de Médicos de Sevilla, e intervino decisivamente en lograr la creación de la correspondiente Sección a nivel nacional.
En 1981, como consecuencia de una huelga de médicos de la Ciudad Sanitaria Provincial de Madrid, fue elegido representante de los jefes de servicio para las duras negociaciones que se establecieron entre el Ministerio de la UCD, los representantes socialistas de la Diputación de Madrid y los médicos. Como consecuencia de ellas fue expedientado y suspendido de empleo y sueldo.
Este conflicto, por su extraordinaria repercusión mediática, fue un aldabonazo que alarmó a los médicos españoles, y les hizo tomar conciencia de su práctica indefensión ante los cambios que podían esperar de un gobierno socialista. Tenían necesidad de encontrar un líder que pudiera representarlos sin sumisión a los poderes públicos y se consideró fundamental romper la endogamia habitual de estas elecciones, por lo que en 1982 optó a la presidencia de la Organización Médica Colegial de España (OMC) en competencia con otros siete candidatos, uno de los cuales era militante socialista. Tras una dura campaña con gran repercusión en los medios de comunicación, ganó con 21 votos de los 52 posibles, seguido por el presidente saliente con 13. Sus declaraciones al tomar posesión de la presidencia promovieron que la Comisión ejecutiva del PSOE diera a la prensa un comunicado titulado: «El PSOE considera anticonstitucionales las declaraciones del doctor Rivera».
La acusación de que le hizo objeto Lluch de que no representaba a todos los médicos, porque solo había obtenido 21 de los 52 votos en juego, la resolvió sometiéndose a una votación de confianza a los tres meses de ocupar el cargo. De los 65 miembros de la Asamblea obtuvo 55 votos a favor, 7 en contra, 2 en blanco y 1 abstención. El ministro no volvió a decir que no tenía la representatividad de los médicos.
El proyecto de Ley General de Sanidad del ministro Lluch dio lugar a una serie de enfrentamientos, que no terminaron hasta que la OMC logró que se introdujeran modificaciones del texto, que han permitido la pervivencia de la ley con los gobiernos de centro-derecha que siguieron a los socialistas.
Rivera llevó a cabo una profunda reorganización de la OMC, creó sindicatos profesionales al servicio de los intereses económicos y laborales de los médicos; desarrolló un departamento de comunicación, e hizo que los cuadros de la OMC se entrenaran en la organización de asambleas, y para sus intervenciones públicas en radio y televisión. Realizó una encuesta censal, enviada a los más de 101.000 médicos, para que en ella se reflejaran las posibles opciones y alternativas que se plantearían en un futuro a la mayoría de situaciones en que podrían encontrarse. El análisis de los 21.308 cuestionarios recibidos permitió conocer la situación y el modo de pensar sobre los cambios que se proponían, y dio a la OMC y a su presidente la seguridad para representar con autenticidad a los médicos.
Uno de los problemas internos de la OMC sin resolver era el de la representatividad de los presidentes provinciales. Los grandes colegios no aceptaban que su voto en las asambleas pesara lo mismo que el de los colegios pequeños. Querían que el voto fuese proporcional al número de colegiados y los colegios catalanes presionaron negándose a pagar sus cuotas al Consejo. Rivera lo resolvió mediante un pacto de caballeros con el presidente de Barcelona: con la condición del cese inmediato en su actitud coactiva le ofrecía conseguir que la asamblea general aprobase el “voto ponderado” en lugar del voto proporcional al número de colegiados que hubiera dejado prácticamente sin representación a los pequeños colegios, de tal manera que los dos grandes colegios tendrían 5 votos y los más pequeños 1.
Un resumen de lo que representó Ramiro Rivera al frente de la OMC puede ser el que publicó Carlos Borasteros, un médico de izquierdas habitualmente crítico con él:
- "Conviene señalar que la OMC era prácticamente un cadáver antes de la llegada de Rivera. Él la ha convertido en un poder real y efectivo, con el que hay que contar en la Sanidad española.
- Es el primer presidente de la OMC que accede al cargo desde un sólido prestigio profesional y no desde la propia burocracia colegial o los aledaños del régimen anterior.
- Tiene un modelo sanitario claro y definido que, en términos muy generales es el modelo francés... lo conoce y lo explica muy bien y, lo que es más importante lo contrapone a un Ministerio que, si bien dice estar por un Servicio Nacional de Salud, en la práctica no sabe muy bien cómo darle cuerpo.
- Transmite constantemente el mensaje de que él y la OMC defienden una Medicina buena y de alta calidad (lo que en su persona puede resultar creíble), por contraposición a una Medicina pobre, mala y burocratizada a las que nos llevaría el Gobierno.
- Defiende la supremacía del médico en la toma de decisiones técnicas y su no supeditación a las burocracias funcionariales y políticas...
- Ramiro Rivera tiene una capacidad de liderazgo y organización notable y es un adversario de talla, como tiene muy pocos la derecha española.".[7]

En 1989 participó en la refundación del Partido Popular y fue miembro de su Comité Ejecutivo hasta que en las elecciones generales de 1989 fue elegido Diputado por Jaén, actuando como portavoz de Sanidad en el Congreso y como presidente de la Comisión de Sanidad del P.P. que preparó un Plan de Reorganización Sanitaria que fue aprobado por el partido y que debía ponerse en marcha en Galicia si Fraga ganaba la presidencia de esa autonomía, pero aunque este ganó y en su toma de posesión prometió llevar a efecto la reorganización prevista, se vio obligado a renunciar a ella ante la amenaza del gobierno socialista de no hacer las transferencias sanitarias a Galicia. Ante ello Rivera dimitió como diputado y abandonó la política. En 2013 le fue concedida la Gran Cruz de la Sanidad madrileña.